# Toxonprucha excavata
Toxonprucha excavata är en fjärilsart som beskrevs av Walker 1865. Toxonprucha excavata ingår i släktet Toxonprucha och familjen nattflyn. Inga underarter finns listade i Catalogue of Life.